# 1510 az irodalomban
Az 1510. év az irodalomban.

## Új művek
- Agrippa von Nettesheim okkultista német író: De Occulta Philosophia sive de magia (Az okkult filozófiáról, avagy a mágiáról).[1]

## Születések

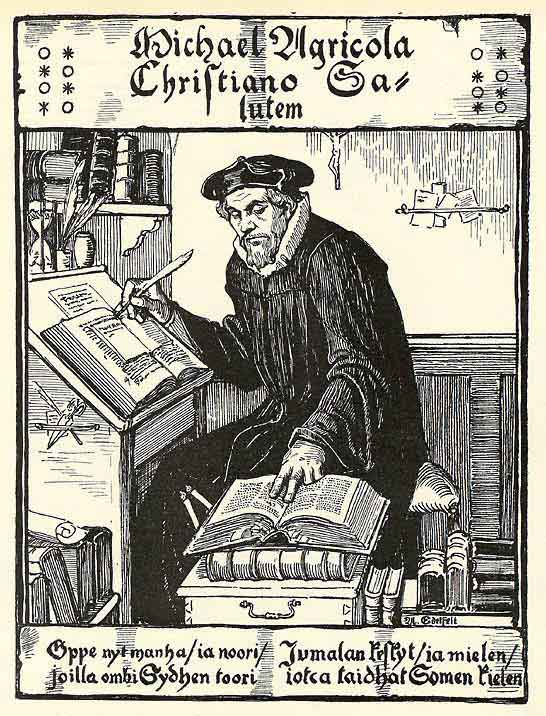
Mikael Agricola

- március 25. – Guillaume Postel francia orientalista, filológus, teológus, kozmológus († 1581)
- 1510 körül – Heltai Gáspár reformátor, protestáns lelkész, szépíró, műfordító, a magyar késő reneszánsz kiemelkedő alakja († 1574)
- 1510 körül – Tinódi Lantos Sebestyén magyar énekszerző, lantos, a 16. századi magyar epikus költészet jelentős képviselője († 1556)
- 1510 – Martynas Mažvydas, az első litván nyelvű nyomtatott könyv szerzője és kiadója († 1563)
- 1510 körül – Mikael Agricola, a finn irodalmi nyelv megteremtője, reformátor, lelkipásztor  († 1557 körül)
- 1510 körül – Bonaventure Des Périers francia humanista költő, író († 1543 vagy 1544)

## Halálozások
- november 11. – Bohuslaus Lobkowicz von Hassenstein, csehül: Bohuslav Hasištejnský z Lobkovic, a cseh humanizmus nagy költője (* 1461)